# Hornell
Hornell ist eine US-amerikanische Stadt im Steuben County des Bundesstaats New York. Das U.S. Census Bureau ermittelte bei der Volkszählung 2020 eine Einwohnerzahl von 8263. 

## Geografie
Die Stadt Hornell ist von der Town of Hornellsville umgeben. Hornell liegt etwa 55 Meilen (89 km) südlich von Rochester und befindet sich in der Nähe des westlichen Randes von Steuben County.

## Geschichte
Das heutige Hornell wurde erstmals 1790 unter dem Namen Upper Canisteo besiedelt, um es von der Gemeinde Canisteo zu unterscheiden, die damals als Lower Canisteo bekannt war. Die Familie von Benjamin Crosby waren die ersten Siedler im heutigen Hornell. 1820 wurde das Gebiet zu einer Town mit dem Namen Hornellsville. Der Name stammt von dem frühen Siedler George Hornell Jr., der hier die erste Getreidemühle baute.
Die Stadt Hornell wurde 1888 als City of Hornellsville gegründet (nachdem sie 1852 zunächst als Village of Hornellsville organisiert worden war). Der Name wurde 1906 in Hornell geändert. Die Stadt war einst ein wichtiger Eisenbahnknotenpunkt. Hornell verfügte über vier Eisenbahnlinien, wobei die Betreibergesellschaften häufig Namen, Strecken und Besitzverhältnisse wechselten. 

## Demografie
Nach der Volkszählung von 2010 leben in Hornell 8563 Menschen. Die Bevölkerung teilt sich 2019 auf in 90,1 % nicht-hispanische Weiße, 0,8 % Afroamerikaner, 0,2 % amerikanische Ureinwohner, 0,8 % Asiaten und 3,3 % mit zwei oder mehr Ethnizitäten. Hispanics oder Latinos machten 2,3 % der Bevölkerung aus. Das mittlere Haushaltseinkommen lag 2017 bei 41.023 US-Dollar und die Armutsquote bei 20,9 %.

## Transport
Hornell befindet sich an der New York State Route 36 und der Interstate 86. 
Der Hornell Municipal Airport bedient die Stadt.

## Söhne und Töchter
- John William Barber (1920–2007), Musiker
- Frank Kelly Freas (1922–2005), Künstler
- John Keel (1930–2009), Autor
- Bill Pullman (* 1953), Schauspieler
- Tracy Evans (* 1967), Freestyle-Skierin